# میدان کلمبوس (فیلم)
«میدان کلمبوس» (انگلیسی: Columbus Circle (film)) فیلمی در ژانر مهیج به کارگردانی جورج گالو محصول سال ۲۰۱۲ میلادی است.

## بازیگران
- سلما بلیر
- جووانی ریبیسی
- ایمی اسمارت
- جیسون لی
- کوین پولاک
- بیوهانکز بریجز
- رابرت گویلام
- سم لیواین